# Trypanosoma
A Trypanosoma a Kinetoplastida osztályának Trypanosomatida rendjébe, ezen belül a Trypanosomatidae családjába tartozó nem vagy inkább csoport, mivel az újabb kutatások szerint nem mindegyik idesorolt faj tényleg Trypanosoma.

## Tudnivalók
A Trypanosoma-fajok élősködő egysejtű élőlények, amelyek a vérszívó gerinctelenek segítségével a gerincesek vérrendszerét fertőzik meg. Talán a legismertebb ilyen eset a cecelégy által terjesztett afrikai álomkór, amelyet az úgynevezett Trypanosoma brucei okozza.

## Rendszerezés
Az alábbi lista nem teljes, csak a legismertebb fajok vannak megjelenítve:
- Trypanosoma ambystomae - a kétéltűekben
- Trypanosoma antiquus - kihalt; a miocén kori borostyánokból ismert
- Trypanosoma avium - a trypanosomiazis nevű betegséget okozza a madaraknál
- Trypanosoma boissoni - a cápák és rájákban
- Trypanosoma brucei - az embereknél az álomkórt és a szarvasmarháknál a naganát okozza
- Trypanosoma cruzi - az embereknél a Chagas betegség okozója
- Trypanosoma congolense - a naganát okozza a házi kérődzőknél, a lónál és számos vadállatnál
- Trypanosoma equinum - Dél-Amerikában a lovakat fertőzi a bögölyfélék (Tabanidae) által
- Trypanosoma equiperdum - a lófélék nemi betegségét okozza
- Trypanosoma evansi - a surra nevű betegség egyik alakja az állatoknál (2005-ben Indiában egy ember is elkapta,[1] de őt a suramin nevű gyógyszer[2] segítségével sikeresen meggyógyították)
- Trypanosoma everetti - a madarakban
- Trypanosoma hosei - a kétéltűekben
- Trypanosoma irwini - a koalákban
- Trypanosoma lewisi - a patkányokban
- Trypanosoma melophagium - a juhokat fertőzi meg a Melophagus ovinus nevű kullancslégy segítségével
- Trypanosoma paddae - a madarakban
- Trypanosoma parroti - a kétéltűekben
- Trypanosoma percae - a csapósügérben (Perca fluviatilis)
- Trypanosoma rangeli - feltételezik, hogy nem árt az embernek
- Trypanosoma rotatorium - a kétéltűekben
- Trypanosoma rugosae - a kétéltűekben
- Trypanosoma sergenti - a kétéltűekben
- Trypanosoma simiae - nagana betegséget okoz a disznóféléknél. A varacskosdisznók (Phacochoerus) és a Potamochoerus-fajok a fő hordozói
- Trypanosoma sinipercae - a halakban
- Trypanosoma suis - a surra nevű betegség egy másik alakját okozza
- Trypanosoma theileri - nagy méretű faj, amely a kérődzőket fertőzi meg
- Trypanosoma trigalae - a tengeri sugarasúszójú halakban
- Trypanosoma vivax - főleg Nyugat-Afrikában a nagana betegség okozója, de Dél-Amerikába is eljutott[3]

## Fordítás
- Ez a szócikk részben vagy egészben  a   Trypanosoma című angol Wikipédia-szócikk ezen változatának fordításán alapul.  Az eredeti cikk szerkesztőit annak laptörténete sorolja fel. Ez a jelzés csupán a megfogalmazás eredetét és a szerzői jogokat jelzi, nem szolgál a cikkben szereplő információk forrásmegjelöléseként.